# Амерстбург (Онтарио)
Амерстбург (енгл. Amherstburg) је градић у Канади у покрајини Онтарио. Према резултатима пописа 2011. у граду је живело 21.556 становника.

## Становништво
Према резултатима пописа становништва из 2011. у граду је живело 21.556 становника, што је за 0,9% мање у односу на попис из 2006. када је регистровано 21.748 житеља.
| 2006.  | 2011.  | 2016.  |
| ------ | ------ | ------ |
| 21.748 | 21.556 | 21.936 |